# Automobiles Michel Hommell

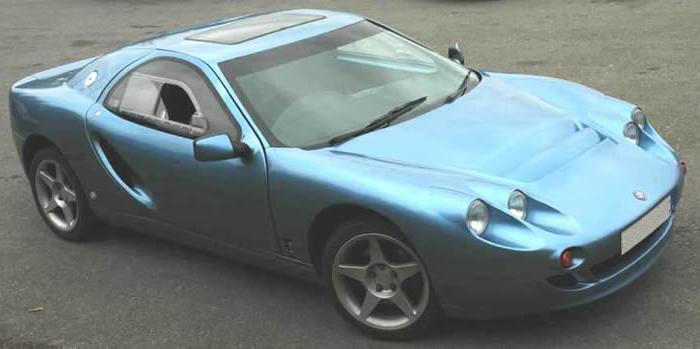
Hommell Berlinette

Automobiles Michel Hommell war ein französischer Hersteller von Automobilen der 1990er Jahre.

## Unternehmensgeschichte
Michel Hommell gründete 1992 das Unternehmen in Lohéac und begann mit der Entwicklung und 1994 mit der Produktion von Automobilen. Im Dezember 2003 endete die Produktion.

## Fahrzeuge
Es wurden Sportwagen hergestellt.

### Berlinette Échappement
1994 wurde dieses Coupé vorgestellt. Der Vierzylindermotor von Peugeot mit 1998 cm³ Hubraum und 155 PS Leistung war in Fahrzeugmitte montiert und trieb die Hinterräder an.

### Barchette
1998 kam dieser offene Zweisitzer dazu.

### Berlinette RS Coupé
Ab 1999 wurde in diesem Coupé ein leistungsgesteigerter Motor mit 167 PS verwendet.

### Berlinette RS2
2001 vorgestellt, leistete der Motor dieses Modells 195 PS.